# Степанківська сільська територіальна громада
Степа́нківська сільська територіальна громада — територіальна громада в Україні, в Черкаському районі Черкаської області. Адміністративний центр — село Степанки.
Площа громади — 68,26 км², населення — 6024 мешканці (2018).
Утворена 22 червня 2017 року шляхом об'єднання Степанківської та Хацьківської сільських рад Черкаського району. 2020 року до складу громади були включені Залевська та Голов'ятинська сільські ради Смілянського району.

## Склад
До складу громади входять:
| Населений пункт     | Населення, осіб (1989) | Населення, осіб (2001) |
| ------------------- | ---------------------- | ---------------------- |
| Бузуків, село       | 669                    | 653                    |
| Голов'ятине, село   | 624                    | 553                    |
| Гуляйгородок, село  | 164                    | 144                    |
| Залевки, село       | 691                    | 591                    |
| Малий Бузуків, село | 349                    | 309                    |
| Степанки, село      | 2651                   | 2630                   |
| Хацьки, село        | 3619                   | 3105                   |

## Природно-заповідний фонд
На території громади розташовано ландшафтні заказники місцевого значення: Степанківський та Тясминські краєвиди. 